# Luigi Borromeo
Luigi Borromeo (Roma, 14 luglio 1904 – 3 gennaio 1956) è stato un avvocato e politico italiano.